# Jagodna (przystanek kolejowy)
Jagodna – zamknięty przystanek kolejowy w Jagodnie, w województwie warmińsko-mazurskim, w Polsce.
Przystanek stanowi część Kolei Nadzalewowej. W 2013 roku Polskie Koleje Państwowe zawiesiły istniejący ruch pasażerski.